# Lisa Kirk
Lisa Kirk (* 25. Februar 1925 in Brownsville/Pennsylvania; † 11. November 1990 in New York City) war eine US-amerikanische Schauspielerin und Sängerin.

## Leben
Kirk besuchte die Highschool in Roscoe und begann dann ein Jurastudium an der University of Pittsburgh. Nach einem Auftritt in einem New Yorker Nachtclub absolvierte sie eine Schauspiel- und Gesangsausbildung im HB Studio und debütierte 1947 am Broadway in dem Musical Allego von Richard Rodgers und Oscar Hammerstein. Im Folgejahr war sie erfolgreich in der Rolle der Lois Lane in Cole Porters Kiss Me, Cate. Sie sang ihre Partien auch auf den zugehörigen Plattenproduktionen bei RCA Victor.
1950 nahm sie bei RCA Victor Dearie im Duett mit Fran Warren und The Old Piano Roll Blues mit Eddie Cantor auf. In den 1950er Jahren arbeitete sie als Entertainerin in Nachtclubs und trat im Fernsehen in Sendungen wie The Colgate Comedy Hour, The Jimmy Durante Show, The Walter Winchell Show, The Nat King Cole Show, The Dinah Shore Chevy Show und Talk of the Town (später als The Ed Sullivan Show bekannt) und als Schauspielerin in Serien wie Studio One, Kraft Television Theater, The Motorola Television Hour und General Electric Theater auf. Ihre einzige Solo-LP Lisa Kirk Sings at the Plaza erschien 1959 bei MGM Records.
Zum Broadway kehrte sie erst 1963 mit Meredith Willsons Musical Here's Love zurück. Weitere Auftritte hatte sie u. a. in Jerry Hermans Broadwayshow Mack and Mabel (1974), im Revival von Noël Cowards Design for Living am Circle in the Square Theater (1984) und  noch ein Jahr vor ihrem Tod in  London in Cole Porters Nymph Errant. 
Kirk war mit dem Songwriter, Komponisten, Drehbuchautor und Fernsehproduzenten Robert Wells verheiratet. Sie starb 1990 im Memorial Sloan-Kettering Cancer Center an Lungenkrebs.